# Gago Coutinho

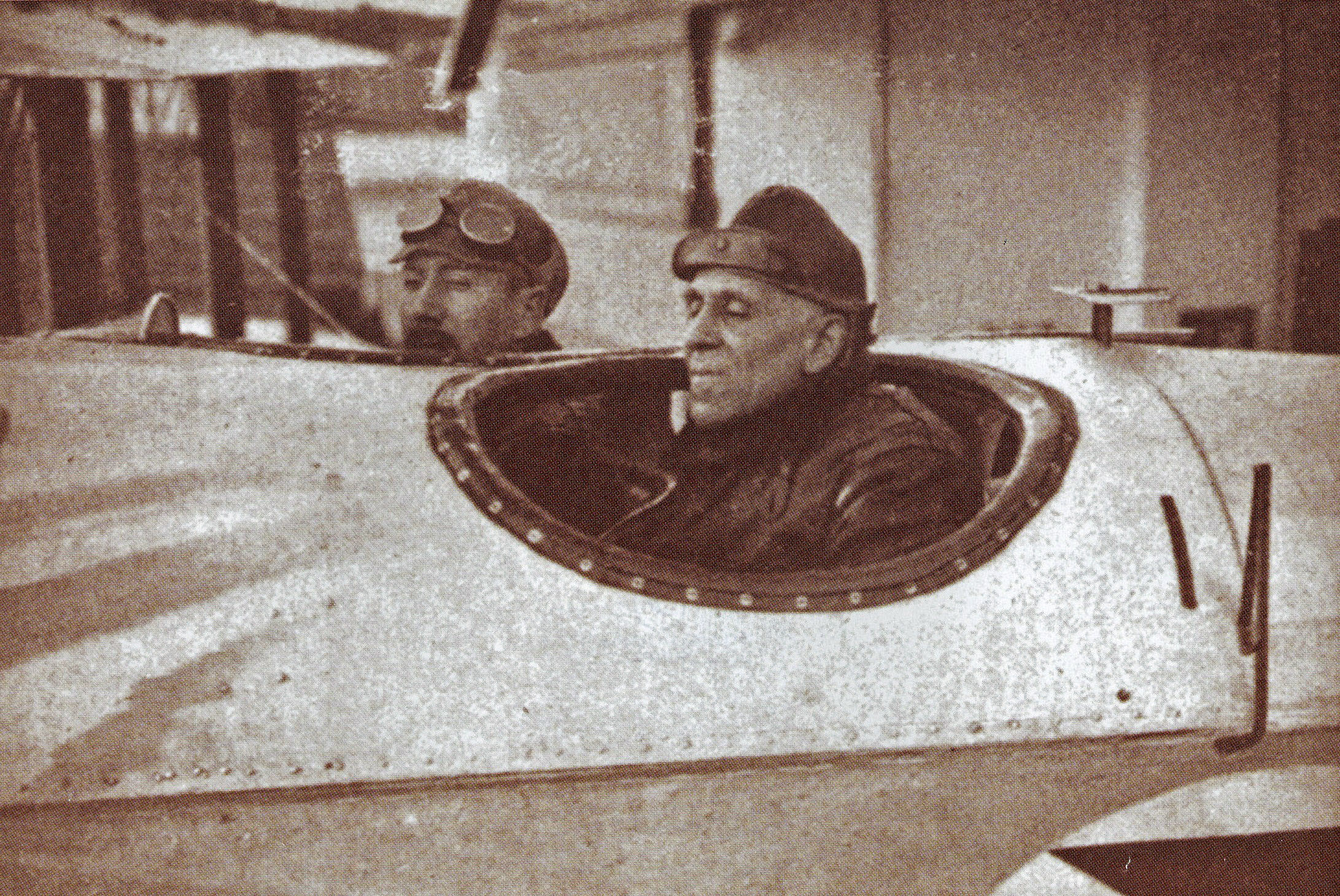
Gago Coutinho, 1922

Carlos Viegas Gago Coutinho (* 17. Februar 1869 in Lissabon; † 18. Februar 1959 ebenda) war ein Seefahrer, Historiker und Marineoffizier der portugiesischen Kriegsflotte. Er wurde im Lissabonner Stadtviertel Madragoa geboren. Als größtes Verdienst wird ihm die Überquerung der Südatlantikroute mit dem Flugzeug angerechnet. Sein Report über den Flug wurde, zusammen mit anderen Unterlagen zum Flug, im Jahr 2010 zum Weltdokumentenerbe erklärt.
Im Dienste der portugiesischen Marine bereiste er die ganze Welt. Unter anderem war er kurz Leutnant auf dem Kanonenboot Zaire und kommandierte das Kanonenboot Pátria, als es bei der Rebellion von Manufahi in Portugiesisch-Timor eingesetzt wurde. Coutinho erreichte schließlich den Rang eines Admirals. Gleichzeitig machte er als Historiker auf sich aufmerksam. Er verfasste mehrere Werke über Geschichte und Geographie, hauptsächlich über die portugiesischen Entdeckungsreisen, wie etwa „O Roteiro da Viagem de Vasco da Gama“ und seine Version der „Lusíadas“, dem Nationalepos Portugals.

Route der ersten Südatlantiküberquerung im Flugzeug

Ab 1898 schrieb er einige geographische Werke über die portugiesischen Überseegebiete, in dessen Zuge er auch Afrika bereiste. Zusammen mit Sacadura Cabral flog er im Jahr 1921 die Route Lissabon-Funchal, ehe er im Jahre 1922 mit seinem Partner weltberühmt wurde, indem die beiden als erste die Südatlantikroute von Lissabon nach Rio de Janeiro flogen.
Die letzten Jahre seines Lebens verbrachte er wieder damit, sich der portugiesischen Geschichte als Seefahrernation zu widmen. Seine Essays aus jener Zeit sind im Werk „Náutica dos Descobrimentos“ zusammengefasst.
Er erhielt mehrere Auszeichnungen für sein Lebenswerk und wurde in Portugal als sebastianischer Messias verehrt, in einer Zeit, in der das Nationalgefühl der stolzen Seefahrernation Portugal stark angeschlagen war. Coutinho zu Ehren wurden einige Schiffe der portugiesischen Marine nach ihm benannt, beispielsweise die NRP Almirante Gago Coutinho (F473), die während der Nelkenrevolution von 1974 zum Einsatz kam, und das aus US-Vorbesitz gekaufte Forschungsschiff NRP Almirante Gago Coutinho (A-523). Auch der Flughafen von Faro wurde nach ihm benannt.

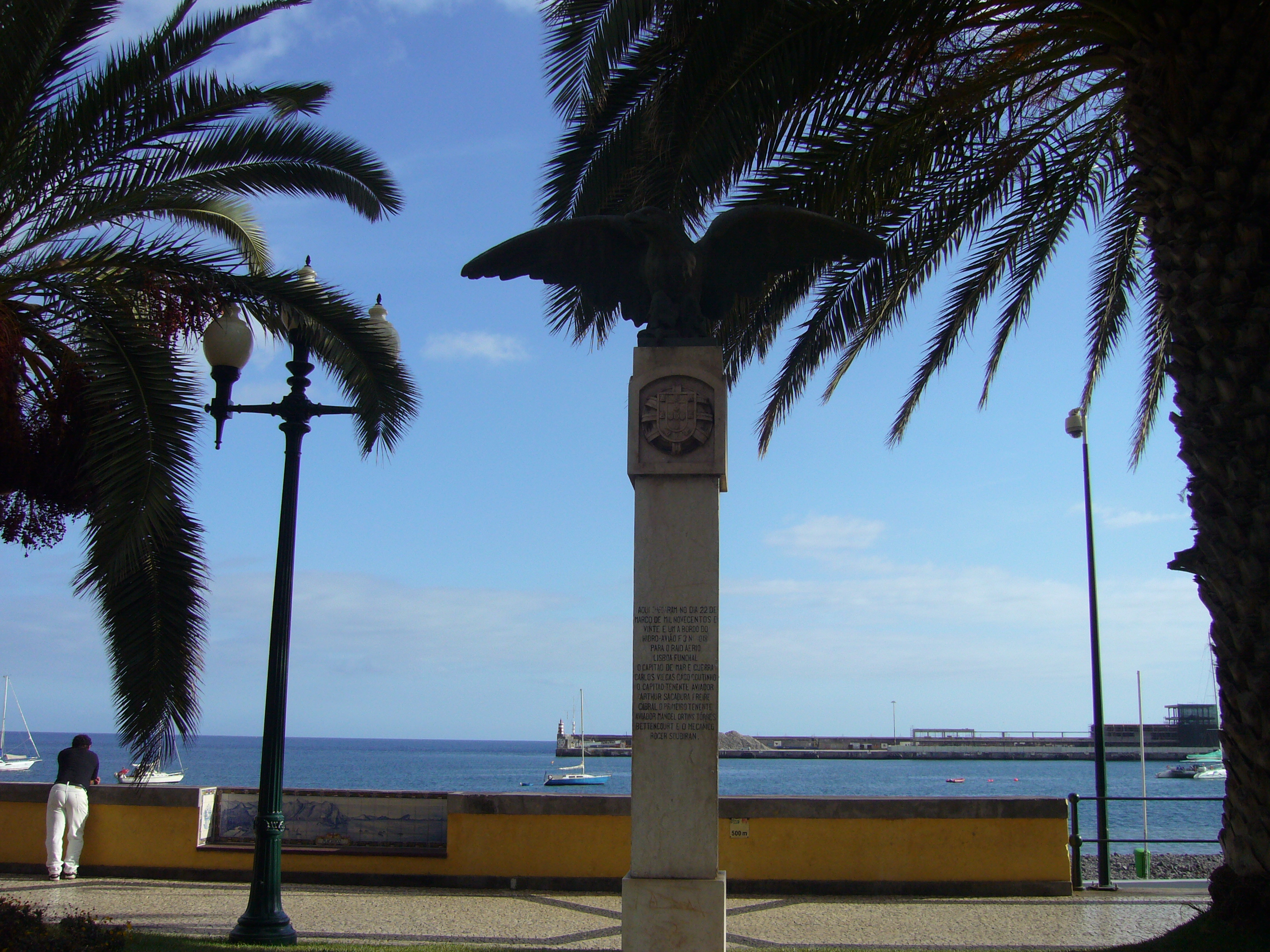
Denkmal an den Erstflug von Portugal nach Madeira in Funchal
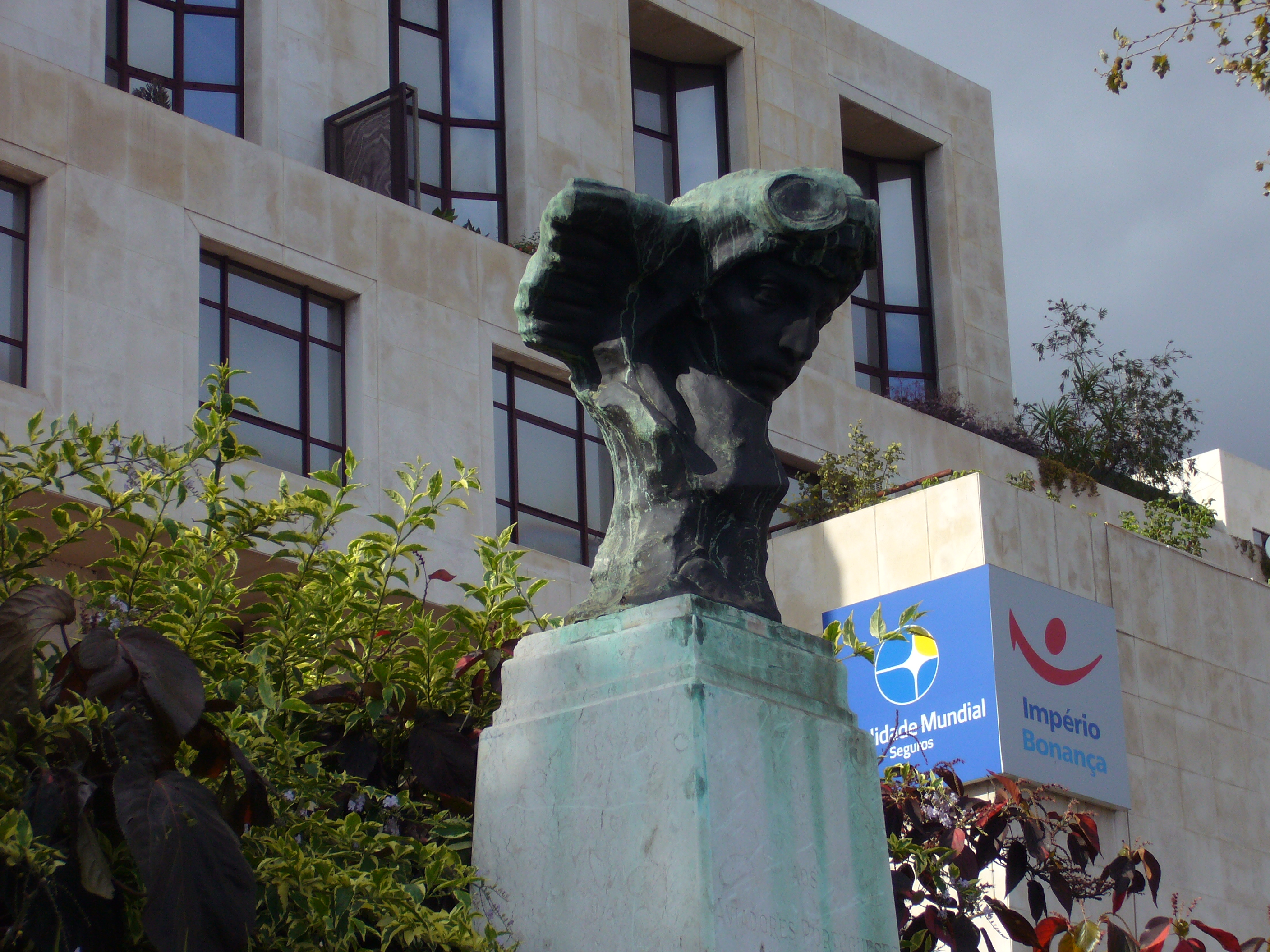
Denkmal zu Ehren Gago Coutinhos in Funchal
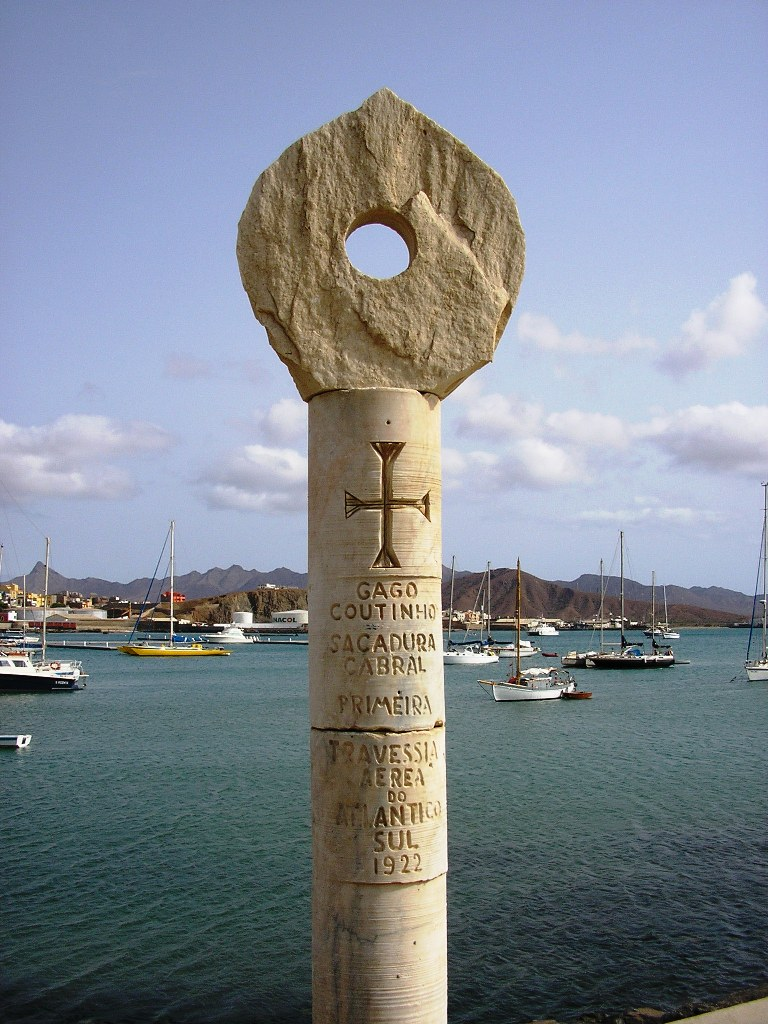
Denkmal an den Erstflug über den Südatlantik in Mindelo (Kap Verde)